# McMinnville (Tennessee)
McMinnville é uma cidade localizada no estado norte-americano de Tennessee, no Condado de Warren.

## Demografia
Segundo o censo norte-americano de 2000, a sua população era de 12.749 habitantes.
Em 2006, foi estimada uma população de 13.311, um aumento de 562 (4.4%).

## Geografia
De acordo com o United States Census Bureau tem uma área de
25,9 km², dos quais 25,9 km² cobertos por terra e 0,0 km² cobertos por água. McMinnville localiza-se a aproximadamente 264 m acima do nível do mar.

## Localidades na vizinhança
O diagrama seguinte representa as localidades num raio de 32 km ao redor de McMinnville.